# Nekoma
Nekoma és una població dels Estats Units a l'estat de Dakota del Nord. Segons el cens del 2000 tenia 51 habitants.

## Demografia
Segons el cens del 2000, Nekoma tenia 51 habitants, 21 habitatges, i 12 famílies. La densitat de població era de 53,2 hab./km².
Dels 21 habitatges en un 38,1% hi vivien nens de menys de 18 anys, en un 52,4% hi vivien parelles casades, en un 0% dones solteres, i en un 38,1% no eren unitats familiars. En el 38,1% dels habitatges hi vivien persones soles el 23,8% de les quals corresponia a persones de 65 anys o més que vivien soles. El nombre mitjà de persones vivint en cada habitatge era de 2,43 i el nombre mitjà de persones que vivien en cada família era de 3,31.
Per edats la població es repartia de la següent manera: un 29,4% tenia menys de 18 anys, un 3,9% entre 18 i 24, un 23,5% entre 25 i 44, un 29,4% de 45 a 60 i un 13,7% 65 anys o més.
L'edat mediana era de 44 anys. Per cada 100 dones de 18 o més anys hi havia 125 homes.
La renda mediana per habitatge era de 27.188 $ i la renda mediana per família de 34.375 $. Els homes tenien una renda mediana de 28.750 $ mentre que les dones 11.250 $. La renda per capita de la població era de 13.330 $. Cap de les famílies i el 5,4% de la població estaven per davall del llindar de pobresa.

## Poblacions més properes
El següent diagrama mostra les poblacions més properes.